# Conservatorio Nacional de Música (México)
El Conservatorio Nacional de Música (CNM) es una institución de enseñanza superior musical fundada por su antecesor la Sociedad Filarmónica Mexicana el 1 de julio de 1866 en la Ciudad de México.

## Historia
A principios del siglo XIX comenzó el afán de difundir los conocimientos musicales en México, para lo cual se fundaron organizaciones tales como la Academia Filarmónica Mexicana, por José Mariano Elízaga, la Escuela Mexicana de Música, por Joaquín Beristáin y el padre Agustín Caballero, y la Academia de Música de la Gran Sociedad Filarmónica de México, por Antonio Gómez, quien tuvo como modelo el Real Conservatorio Superior de Música de Madrid. 
El 14 de enero de 1866 se constituyó la asamblea que después se constituyó en la Sociedad Filarmónica Mexicana, quien más tarde tendría benefactores tan reconocidos como Franz Liszt, que por ello fue nombrado miembro, y cuyo propósito fundamental sería el establecer un Conservatorio. Es así, como el 1 de julio de 1866, se hace la solemne inauguración de cursos de esta institución, teniendo como planta docente a 14 maestros, en la casa del padre Agustín Caballero donde había sido sede de la asamblea, constitutiva de la misma, designando a Caballero como su director.
Entre sus objetivos la Sociedad, incluía la formación profesional y artística a las mujeres, siendo la primera carrera profesional en ofrecerlo un título para mujeres en México, a pesar de que en ninguna otra institución se ofrecía algo similar, pues las mujeres carecían de varios derechos en ese entonces. También fueron los primeros en incluir la enseñanza de idioma extranjero en México. 
Dos meses después este hecho se dio la apertura de la Academia de Música y Dibujo para damas, dirigida por la maestra María de la Luz Oropeza.
Dos años después, se tenían registrados cerca de 800 alumnos, y se incorporó la enseñanza de arte dramático, sin duda por la influencia pedagógica del Conservatoire de Musique et Declamatión de París.
Ante la caída de Maximiliano y el arribo de Juárez en 1867 al poder, éste otorgó a la SFM un edificio de la Ex Universidad, incluyendo ahora las disciplinas de arte dramático bajo las gestiones de José Valero y Aniceto Ortega convirtiéndose ahora en Conservatorio de Música y Arte Dramático, asunto que trascendió varias décadas.
En 1876, se disolvió la Sociedad y por decreto presidencial, fue nacionalizada, convirtiéndose así en 1877, en la Escuela Nacional del sector público Mexicano. En 1907 se vio la conveniencia de demoler el edificio, mudándose al edificio de Tabacalera Mexicana, fuera de los límites de la ciudad frente al hoy Museo de San Carlos, la cual carecía de teatro y se rentaba para su uso el Teatro Abreu.
En la época de la Revolución mexicana, el conservatorio se vio afectado. En 1912, se obtuvo la casa del siglo XVIII en Moneda 14, frente al Museo Nacional, la cual carecía sala de conciertos. En 1915 se suspendieron las actividades, el gobierno ordenó la militarización del plantel; aunque 3 meses después se reinstaló. En 1920 la escuela trasladó su dependencia a la Secretaría de Educación Pública.
El Conservatorio no gozaba de instalaciones propias, hasta que 1946, le fueron entregadas sus instalaciones definitivas, obra del arquitecto mexicano Mario Pani Darqui, y que ocupa hasta la fecha. El predio en el que se construyó el recinto conservatoria pertenecía al Club Hípico Alemán y se le expropió durante el periodo presidencial de Manuel Ávila Camacho. El conservatorio paso a integrarse al INBA, diferenciándose de la escuela de música de la UNAM.
El edificio del Conservatorio Nacional de Música fue declarado Monumento Artístico de la Nación en 2012. Considerado un clásico de la arquitectura mexicana, Mónica Arellano escribió para Archdailyː

Podemos reconocer en su arquitectura la ubicación del acceso en un vértice ochavado con respecto a una línea que divide un ángulo por la mitad fungiendo como eje rector, así como la intención de liberar el frente para crear una plaza de acceso que se abre hacia la fachada principal. La colaboración de Pani y el grupo de ingenieros de Bernardo Quintana –apenas unos meses antes de formar Ingenieros Civiles Asociados (ICA)– fue fundamental.

Se trata de una arquitectura integral que se apoya en las estructuras, pero también en las artes como la pintura y la escultura con profundas raíces mexicanas. En el caso del conservatorio se logra un notable conjunto escultórico de Armando Quezada, ubicado en la curva central de la fachada principal, así como la integración de dos murales de José Clemente Orozco. Este espacio se desarrolla coreográficamente mediante una rigurosa composición que enuncia un recorrido por el edificio, la curva central se extiende hacia la parte posterior del terreno mediante dos brazos que rematan en dos volúmenes de planta circular que corresponden a la sala de ensayos de percusiones y a la biblioteca respectivamente, con este gesto el edificio abraza un auditorio al aire libre meticulosamente hundido y rematado por una concha acústica, empujando de esta manera los gestos proyectuales hacia el máximo aprovechamiento del edificio.

## Construcción

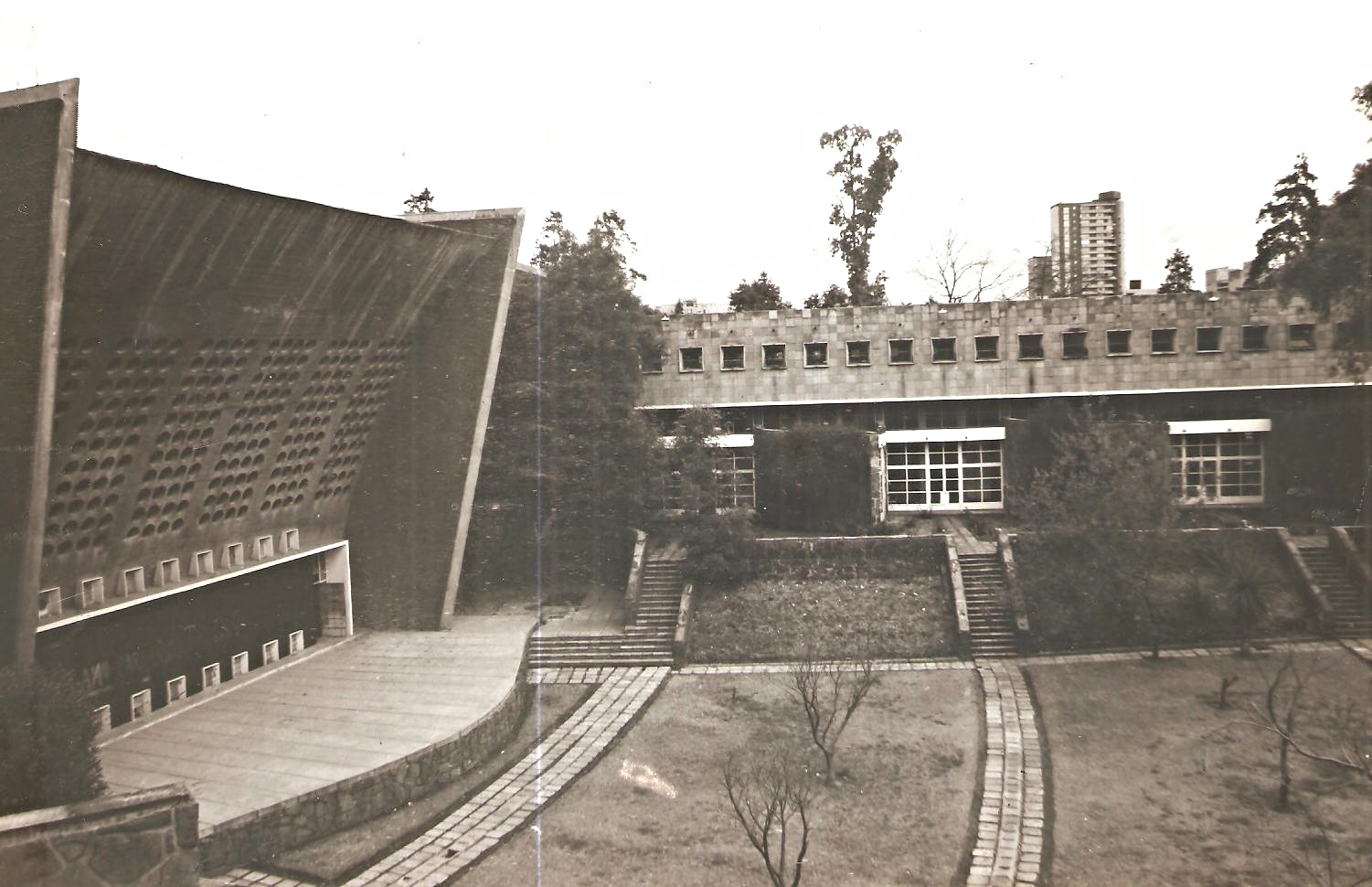
Sus instalaciones en el año de 1948.

Se edificó en terrenos que el presidente Pascual Ortiz Rubio había vendido en 1934 a la sociedad hípica alemana, y que habían formado parte de la antigua hacienda de Los Morales en la confluencia del Río de los Morales (que se transformó en Campos Elíseos), Avenida Salomón (que cambió su nombre a Presidente Masaryk) y Ferrocarril de Cuernavaca (por donde ya no pasa el ferrocarril de Cuernavaca) siguiendo un diseño que se modificó innumerables veces entre 1944 y 1945. El edificio aún se encuentra en funciones.

## Arquitectura

### Descripción
El terreno en que se ubica forma un triángulo de 54 mil metros cuadrados cuyo extremo agudo queda prácticamente libre, crea una plaza de acceso que conduce a la fachada principal del conjunto, convexa, monumental y simétrica. La curva central se extiende hacia la parte posterior del terreno, abriendo dos brazos rectos que rematan en sendos volúmenes de planta circular: uno de ellos sirve como sala de ensayos de percusiones y el otro como biblioteca.

### Características espaciales
El proyecto con forma de V se desarrolló con total libertad espacial. Contempla un complejo programa que alberga características especiales de un programa arquitectónico definido en dos niveles, permitido por el terreno de gran amplitud. El conjunto comprende tres grupos de elementos principales definidos:

#### Salas especiales
- Auditorio cerrado con capacidad para 900 personas de planta circular, la cual estructuralmente se compone de dos elementos; una charola de hormigón de 12 metros de diámetro,[6] sobre cuatro columnas que cubren el escenario, y un anfiteatro apoyado en estructuras de hormigón equilibradas por contrapeso bajo el piso.
- Dos salas de conciertos con capacidad para 200 personas; una acondicionada para proyecciones y la otra para grabaciones de discos.
- Salas de ensayos utilizadas para orquestas y coros, así también como para clases de música de cámara. Su forma de torre y el gran volumen de aire que encierran ponen a estas salas en condiciones acústicas semejantes a las del auditorio.
- Auditorio al aire libre es el elemento de unión de las diferentes partes del edificio. Cuenta con una concha de reflexión acústica de forma cilíndrica y de generatriz parabólica y un escenario en dos niveles de cerca de 60 metros de frente.

Los auditorios y salas de conciertos tienen los servicios comunes necesarios para los usuarios: vestidores, salas de descanso de músicos, sanitarios y baños con accesos independientes. 

#### Aulas para instrumentos
Diseñada con 16 aulas para clases de instrumentos, separadas en dos secciones que limitan el auditorio al aire libre, conectadas entre sí por dos galerías. Cada aula abierta hacia el jardín, proyecta el sonido hacia la pared del aula siguiente, que, por su forma, espesor y material evita las interferencias. En cada aula pueden colocarse dos pianos de un cuarto de cola, y cada una tiene capacidad para 20 alumnos. 

#### Cubículos de estudios
En el piso alto, sobre las galerías que unen las aulas para estudio de instrumentos hay alrededor de 80 cubículos, en su mayoría para estudio individual; algunos dobles, para dos o tres alumnos y otros para pequeños conjuntos. Están aislados acústicamente entre sí por muros dobles de celotex rellenos de aserrín.

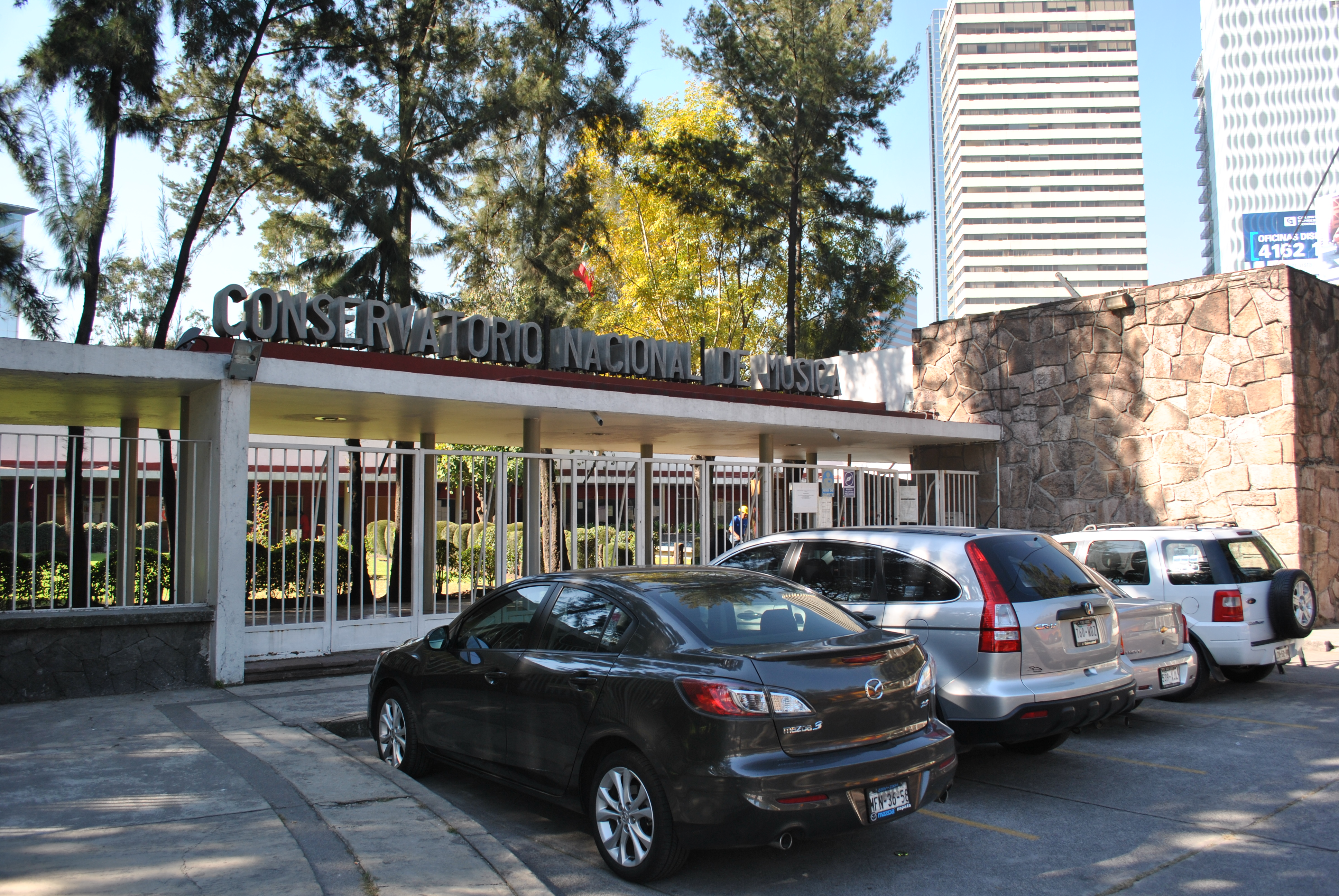
Entrada a sus instalaciones.

#### Espacios anexos
Además de los elementos principales señalados, el conservatorio comprende una biblioteca con sala de lectura, una musicoterapia con dos cubículos y mesa para audición simultánea con audífonos de seis discos, así como con las oficinas administrativas necesarias para el espacio. Las salas de espectáculos, situadas al frente del edificio, están unidas por una gran galería cubierta que viene a ser un amplio elemento de desahogo, así como el principal acceso del conjunto arquitectónico. En los espacios abiertos se disponen jardines arbolados. Al frente, en un edificio anexo, se encuentran los talleres de reparación de instrumentos, los laboratorios y el comedor con su cocina anexa.

### Fachada
En la fachada principal de forma semicircular se encuentra el gran ventanal de hall sobre el cual se sitúa un grupo de esculturas de piedra blanca de Oaxaca, obra del escultor mexicano Armando Quezada; representando el descubrimiento que hizo el hombre del sonido musical (figura central), el caracol; la danza como resultante del sonido armónico (dos figuras de mujeres y la del indio bailando la danza del venado y la danza de los caracoles), y por último, dos grupos de niños cantando, que simboliza el coro y en general los conjuntos musicales.

## Directores
| Director                                     | Periodo     |
| -------------------------------------------- | ----------- |
| Agustín Caballero                            | 1866 - 1876 |
| Antonio Balderas                             | 1877 - 1882 |
| Alfredo Bablot                               | 1882 - 1892 |
| José Rivas                                   | 1892 - 1906 |
| Ricardo Castro Herrera                       | 1906 - 1907 |
| Carlos J. Meneses                            | 1908 - 1909 |
| Julián Carrillo                              | 1913 - 1914 |
| Jesús Galindo y Villa                        | 1914        |
| Rafael J. Tello                              | 1914 - 1915 |
| Luis Moctezuma                               | 1915        |
| José Romano                                  | 1916        |
| Eduardo Gariel                               | 1916 - 1918 |
| Julián Carrillo (2.º periodo)                | 1918 - 1922 |
| Carlos del Castillo                          | 1923 - 1928 |
| Carlos Chávez                                | 1928 - 1934 |
| Estanislao Mejía                             | 1934 - 1938 |
| José Rolón                                   | 1938        |
| Salvador Ordóñez                             | 1941 - 1944 |
| Francisco Agea                               | 1945 - 1946 |
| Blas Galindo                                 | 1947 - 1959 |
| Joaquín Amparán                              | 1960 - 1967 |
| Francisco Savín                              | 1968 - 1970 |
| Simón Tapia Colman                           | 1971 - 1972 |
| Manuel Enríquez                              | 1972 - 1973 |
| Víctor Urbán                                 | 1973 - 1977 |
| Armando Montiel Olvera                       | 1978 - 1983 |
| Alberto Alba                                 | 1983 - 1984 |
| Leopoldo Téllez López                        | 1983 - 1988 |
| María Teresa Rodríguez                       | 1988 - 1991 |
| Ana María Báez                               | 1991        |
| Aurora Serratos Garibay                      | 1991 - 1994 |
| Ramón Romo Lizárraga                         | 1994 - 1998 |
| Selvio Carrizosa Ontiveros                   | 1998 - 2001 |
| Job Martínez Morales                         | 2001 - 2007 |
| Ricardo G. Miranda Pérez                     | 2007 - 2010 |
| Karl Bellinghausen Zínser*                   | 2010 - 2012 |
| David Rodríguez de la Peña                   | 2012 - 2022 |
| Patricio Méndez Garrido                      | 2022        |
| Silvia Navarrete**                           | 2022        |
| Silvia Navarrete                             | 2023 - 2024 |
| Gladys Zamora**                              | 2024        |
| *Encargado de despacho.**Directora interina. |             |

## Actualidad
Actualmente, es una escuela especializada en la formación académica integral de profesionales de la música en las áreas de interpretación, investigación, creación y docencia, por medio de 24 carreras en el nivel superior. En diciembre de 2022, la pianista Silvia Navarrete González es nombrada como directora interina de la institución para el periodo 2023-2027.

## Oferta educativa
En la actualidad, el conservatorio está conformado de tres secciones: nivel de Iniciación o sector infantil, Técnico Profesional y nivel Superior. Se dedica a formar profesionales en las áreas musicales de interpretación, docencia, creación e investigación.
25 carreras son ofertadas actualmente son: Flauta, Oboe, Clarinete, Fagot, Saxofón, Corno, Trompeta, Trombón, Tuba, Violín, Viola, Violonchelo, Contrabajo, Percusión, Piano, Órgano, Clavecín, Arpa, Guitarra, Canto, Composición, Musicología, Educación musical, Dirección Coral y Dirección de Orquesta.